# Три-Сен-Леже
Три-Сен-Леже́ (фр. Trith-Saint-Léger) — коммуна во Франции, регион О-де-Франс, департамент Нор, округ Валансьен, кантон Ольнуа-ле-Валансьен. Пригород Валансьена, примыкает к нему с юго-запада, в 4 км от центра города, на берегу реки Эско (Шельда). В центре коммуны находится железнодорожная станция Три-Сен-Леже линии Лурш-Валансьен.
Население (2017) — 6 215 человек.

## Экономика
Структура занятости населения:
- сельское хозяйство — 0,0 %
- промышленность — 46,5 %
- строительство — 8,0 %
- торговля, транспорт и сфера услуг — 23,4 %
- государственные и муниципальные службы — 22,1 %

Уровень безработицы (2017) — 20,7 % (Франция в целом — 13,4 %, департамент Нор — 17,6 %). 

Среднегодовой доход на 1 человека, евро (2017) — 17 990 (Франция в целом — 21 110, департамент Нор — 19 490).

## Демография
Динамика численности населения, чел.

## Администрация
Пост мэра Три-Сен-Леже с 2001 года занимает коммунист Доминик Савари (Dominique Savary). На муниципальных выборах 2020 года возглавляемый им список коммунистов победил в 1-м туре, получив 52,16 % голосов.
| Период | Период | Фамилия        | Партия                  | Примечания                                                             |
| ------ | ------ | -------------- | ----------------------- | ---------------------------------------------------------------------- |
| 1971   | 1996   | Рене Карпантье | Коммунистическая партия | депутат Национального собрания, член Генерального совета департамента  |
| 1996   | 1998   | Эли Салангро   | Коммунистическая партия | член Генерального совета департамента                                  |
| 1998   | 2020   | Норбер Жессю   | Коммунистическая партия | работник компании Gaz de France, член Генерального совета департамента |
| 2020   |        | Доминик Савари | Коммунистическая партия |                                                                        |

## Галерея

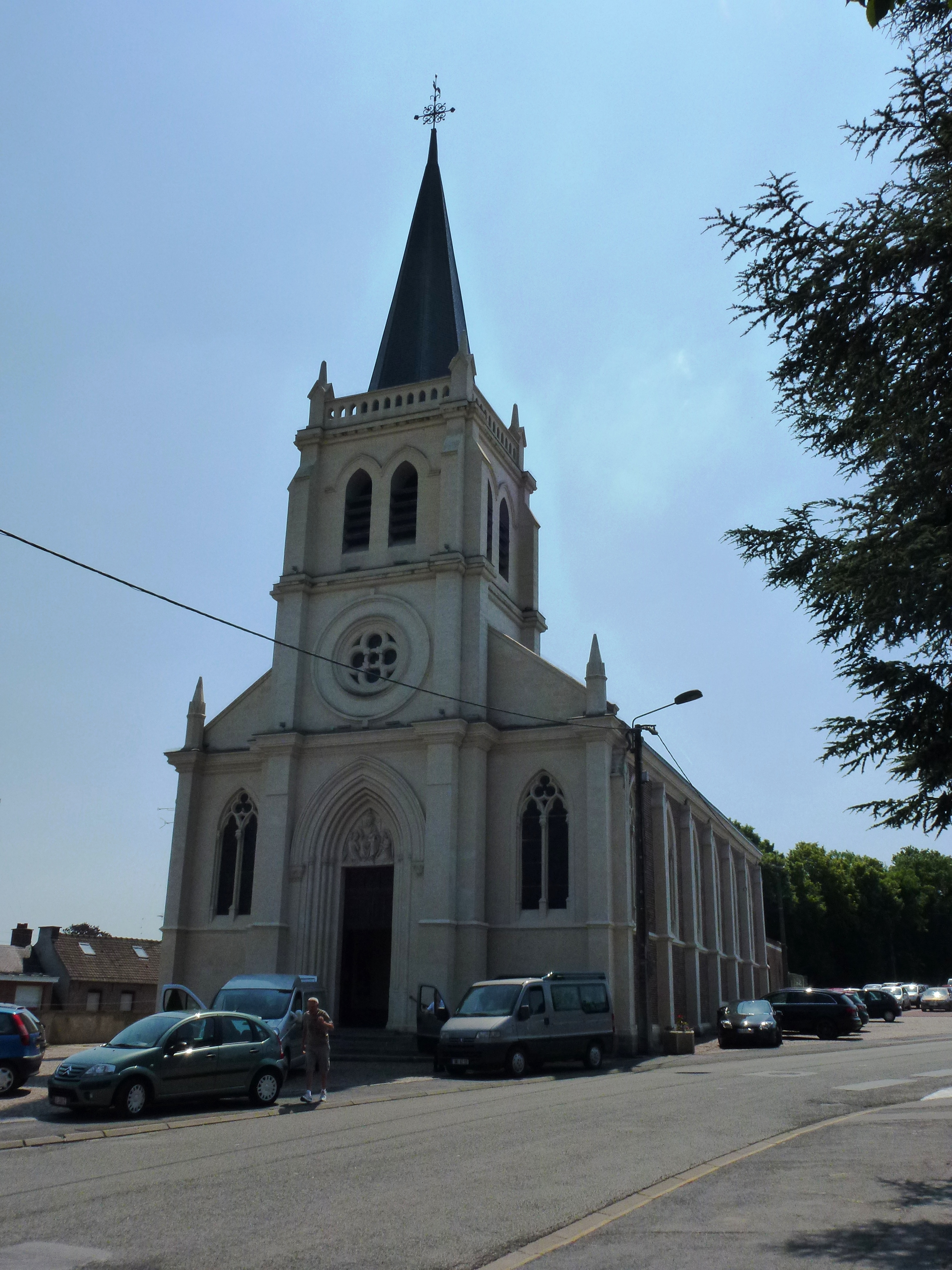
Церковь Святого Мартина
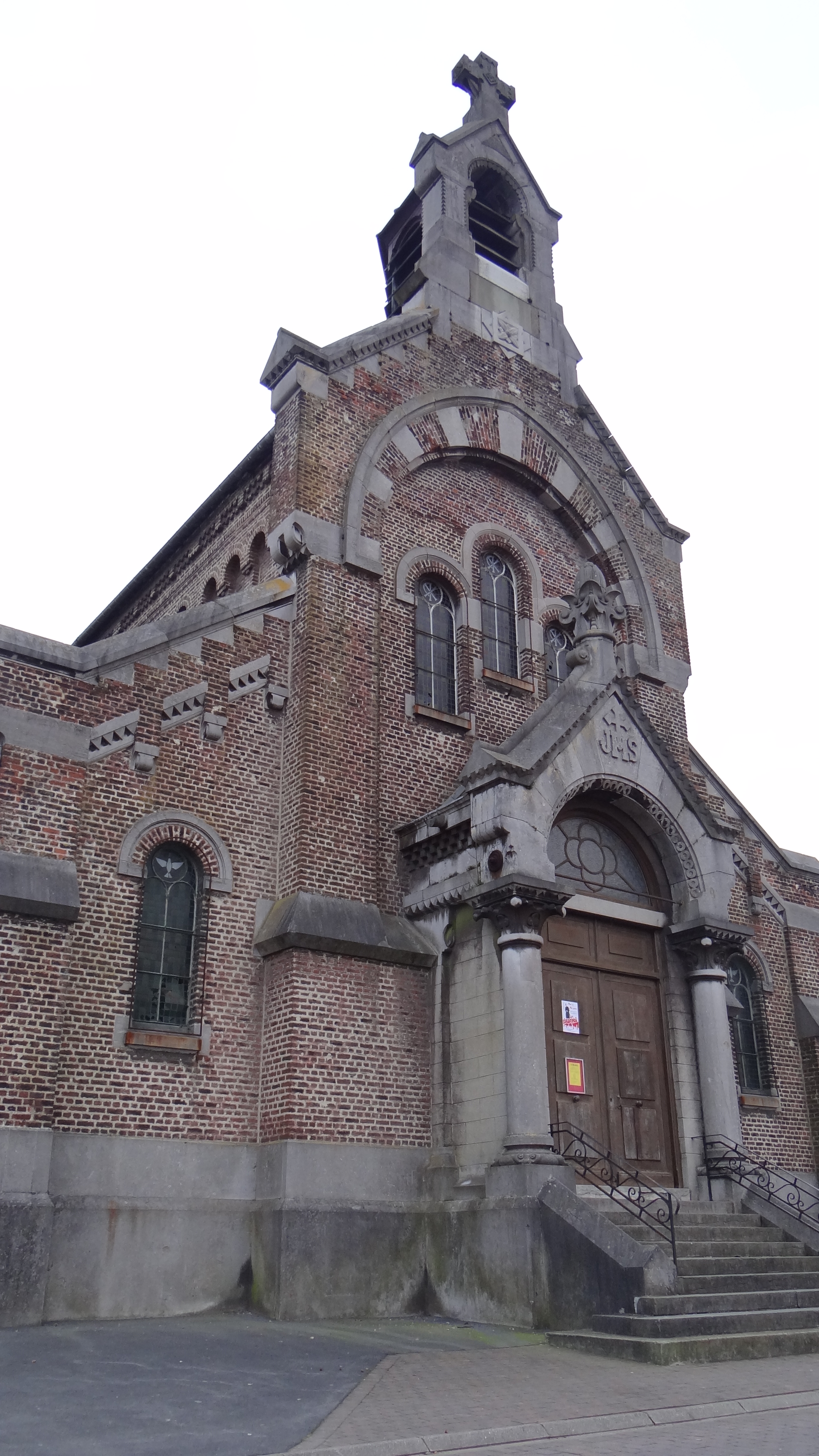
Церковь Святого Элигия

1. 1 2  база данных о французских коммунах — Национальный географический институт Франции, 2015.